# David Daker
Colin David Daker (nacido el 29 de septiembre de 1935) es un actor inglés. Es mejor conocido por su papel de Harry Crawford en la exitosa serie Boon. También interpretó a Tommy Mackay en Only Fools and Horses y a Jarvis en Porridge.
Ha aparecido en Minder, Kill Two Birds, Thriller, Hazell y Rising Damp. Interpretó al bandido Irongron en la historia de Doctor Who The Time Warrior.
En el cine, interpretó al padre del joven Kevin en Time Bandits (1981) y al sargento de recepción en I Bought a Vampire Motorcycle (1990).

## Primeros años
Daker, nacido en Bilston, asistió a la escuela secundaria moderna Etheridge, ahora llamada Moseley Park School, en las Tierras Medias Occidentales.

## Filmografía

### Películas
| Año  | Título                        | Papel                  | Notes |
| ---- | ----------------------------- | ---------------------- | ----- |
| 1973 | O Lucky Man!                  | Varios                 |       |
| 1973 | The Optimists of Nine Elms    | Bob Ellis              |       |
| 1974 | El molino negro               | Hombre del MI5         |       |
| 1974 | Stardust                      | Ralph Woods            |       |
| 1976 | Aces High                     | Bennett                |       |
| 1976 | Voyage of the Dammed          | Primer oficial         |       |
| 1979 | That Summer!                  | Propietario del bar    |       |
| 1981 | Time Bandits                  | Padre de Kevin         |       |
| 1982 | Britannia Hospital            | Trabajador invitado    |       |
| 1990 | I Bought a Vampire Motorcycle | Sargento de escritorio |       |

### Televisión
| Año       | Título                                 | Papel                                      | Notes                                                           |
| --------- | -------------------------------------- | ------------------------------------------ | --------------------------------------------------------------- |
| 1964      | Detective                              | Thomas Yaxley                              | Episodio: "The Loring Mystery"                                  |
| 1966      | King of the River                      | Jack Flynn                                 | Episodio: "Keeping the Old Spirit Alive"                        |
| 1969      | ITV Sunday Night Theatre               | Ken                                        | Episodio: "Travelling Where?"                                   |
| 1970      | Parkin's Patch                         | Det. Sgt. Milburn                          | Episodio: "The Spider's Web"                                    |
| 1971      | UFO                                    | Guardia de SHADO (sin acreditar)           | Episodio: "Flight Path"                                         |
| 1971      | Trial                                  | Prior                                      | Episodio: "On the Evidence You Will Hear"                       |
| 1972      | Villains                               | George                                     | 6 episodios                                                     |
| 1969–1972 | Dixon of Dock Green                    | Director, Jock                             | 2 episodios                                                     |
| 1973      | Full House                             | Fedya en On the High Road                  | Episodio: #1.22                                                 |
| 1973      | General Hospital                       | Desconocido                                | Episodio: #1.63                                                 |
| 1973      | Hadleigh                               | Ted Prior                                  | Episodio: "Gentleman and Players"                               |
| 1973      | Second City Firsts                     | Peter                                      | Episodio: "If a Man Answers"                                    |
| 1974      | The Carnforth Practice                 | Conductor de tanque                        | Episodio: "The Aristocrat"                                      |
| 1974      | Hunter's Walk                          | Barry Dawes                                | Episodio: "Villain"                                             |
| 1974      | Armchair Cinema                        | Tusser                                     | Episodio: "Regan"                                               |
| 1974      | Marked Personal                        | Jack Williams                              | 2 episodios                                                     |
| 1974      | Dial M for Murder                      | Tony                                       | Episodio: "Recording Angel"                                     |
| 1974      | ITV Sunday Night Drama                 | Sussex                                     | Episodio: "The Ceremony of Innocence"                           |
| 1975      | Churchill's People                     | John Bradwater                             | Episodio: "Shouts and Murmurs"                                  |
| 1975      | The Hanged Man                         | Piet Hollander                             | Episodio: "The Bridge Maker"                                    |
| 1975      | The Main Chance                        | Jacobson                                   | Episodio: "Survival"                                            |
| 1975      | The Rough with the Smooth              | Rudolph Culpepper                          | Episodio: "The Broom Cupboard"                                  |
| 1975      | Daft As a Brush                        | Jack Baker                                 | Película de televisión                                          |
| 1975      | BBC Play of the Month                  | Cabo Hill                                  | Episodio: "Chips with Everything"                               |
| 1975      | Thriller                               | Charlie Draper                             | Episodio: "Kill Two Birds"                                      |
| 1975      | Softly Softly: Task Force              | Walters                                    | Episodio: "Dorothy's Birthday"                                  |
| 1976      | Widowing of Mrs. Holroyd               | Mr. Holroyd                                | Película de televisión                                          |
| 1974–1976 | Centre Play                            | Jacky Maddison, Max                        | 2 episodios                                                     |
| 1976      | Three Days in Szczecin                 | Portavoz de los trabajadores               | Película de televisión                                          |
| 1977      | Eleanor Marx                           | Will Thorne                                | 2 episodios                                                     |
| 1977      | Warship                                | PO Asdale                                  | Episodio: "Counter Charge"                                      |
| 1977      | Porridge                               | Jarvis                                     | Episodio: "Final Stretch"                                       |
| 1977      | Rising Damp                            | Mr. Brent                                  | Episodio: "That's My Boy"                                       |
| 1967–1977 | Z Cars                                 | Culshaw, Milne                             | 84 episodios                                                    |
| 1977      | The Dick Emery Show                    | Desconocido                                | Episodio: #16.2                                                 |
| 1977      | Target                                 | Mike Ansell                                | Episodio: "Vandraggers"                                         |
| 1977      | BBC2 Play of the Week                  | Max                                        | Episodio: "The Kitchen"                                         |
| 1978      | Hazell                                 | Dave Ryman                                 | Episodio: "Hazell and the Rubber-Hell Brigade"                  |
| 1978      | Holocaust                              | Rudolf Hoess                               | Episodio: "Part 4: 1944–1945"                                   |
| 1978      | Strangers                              | Roy Stephens                               | Episodio: "Right and Wrong"                                     |
| 1979      | All Creatures Great and Small          | Mr. Barratt                                | Episodio: "Puppy Love"                                          |
| 1973–1979 | Doctor Who                             | Irongron, Rigg                             | 7 episodios                                                     |
| 1979      | Charlie Muffin                         | Bolton                                     | Película de televisión                                          |
| 1979      | Two People                             | Len Fletcher                               | 5 episodios                                                     |
| 1979      | Saint Joan                             | Poulengey                                  | Película de televisión                                          |
| 1980      | The Enigma Files                       | Mayor Mike Clark                           | Episodio: "The Full Flying Carpet Treatment"                    |
| 1976–1981 | When the Boat Comes In                 | Chater, Sid Meek                           | 2 episodios                                                     |
| 1981      | The Gentle Touch                       | Sam Taylor                                 | Episodio: "Doubt"                                               |
| 1981      | BBC2 Playhouse                         | Alf                                        | Episodio: "The Grudge Fight"                                    |
| 1979–1982 | Dick Turpin                            | Capitán Nathan Spiker                      | 13 episodios                                                    |
| 1982      | Legacy of Murder                       | Mecánico                                   | Episodio: "Who Do You Voodoo?"                                  |
| 1982      | ITV Playhouse                          | 'Dogfood' Dan Milton                       | Episodio: "Dogfood Dan and the Camarthen Cowboy"                |
| 1982      | Only Fools and Horses                  | Tommy Mackay                               | Episodio: "No Greater Love"                                     |
| 1983      | The First Part of King Henry VI        | Reinante, Duque de Anjou, Vernon           | Película de televisión                                          |
| 1983      | The Second Part of King Henry VI       | Duque de Buckingham                        | Película de televisión                                          |
| 1983      | The Third Part of King Henry VI        | Lord Hastings                              | Película de televisión                                          |
| 1983      | Richard III                            | Lord Hastings                              | Película de televisión                                          |
| 1983      | To the Lighthouse                      | Mr. Trevorrow                              | Película de televisión                                          |
| 1983      | Give us a Break                        | Ron Palmer                                 | 7 episodios                                                     |
| 1984      | Crown Court                            | Harry Barber                               | 3 episodios                                                     |
| 1975–1984 | Play for Today                         | Varios                                     | 8 episodios                                                     |
| 1984      | Moonfleet                              | Elzevir Block                              | 6 episodios                                                     |
| 1984      | Hallelujah!                            | Hermano Benjamin, Bob Scratchitt           | 8 episodios                                                     |
| 1968–1985 | Coronation Street                      | Gordon Lewis, Basil Griffin                | 31 episodios                                                    |
| 1985      | Summer Season                          | Leo Lyon                                   | Episodio: "Urban Jungle"                                        |
| 1980–1985 | Minder                                 | Alex Brompton, Sir Ronald Bates            | 2 episodios                                                     |
| 1981–1985 | Juliet Bravo                           | Charlie Pendle, Chris Oldham, Colin Bright | 3 episodios                                                     |
| 1986      | Sorry!                                 | Byron Hadlee                               | Episodio: "The Primal Scene, So to Speak"                       |
| 1986      | Love and Marriage                      | Maurice Bannister                          | Episodio: "A Walk Under Ladders"                                |
| 1987      | Up Line                                | Leon Targett                               | 4 episodios                                                     |
| 1987      | Screen Two                             | Mr. Plant                                  | Episodio: "The Children of Dynmouth"                            |
| 1988      | Blind Justice                          | Gee                                        | Episodio: "A Death in the Family"                               |
| 1989      | The Woman in Black                     | Josiah Freston                             | Película de televisión                                          |
| 1995      | Crown Prosecutor                       | Ben Campbell                               | 10 episodios                                                    |
| 1986–1995 | Boon                                   | Harry Crawford                             | 93 episodios                                                    |
| 1995      | Resort to Murder                       | Sam Penny                                  | 4 episodios                                                     |
| 1995      | Pigeon Summer                          | Tío Charley                                |                                                                 |
| 1996      | The Vet                                | Gerry Leadbetter                           | Episodio: "Out of the Past"                                     |
| 1996      | Paul Merton in Galton and Simpson's... | Farmer                                     | Episodio: "Twelve Angry Men"                                    |
| 1996      | Casualty                               | Jim Porteous                               | Episodio: "Waterwings"                                          |
| 1997      | Dangerfield                            | Ken Markham                                | Episodio: "Perfect Witness"                                     |
| 1998      | Midsomer Murders                       | Harry Vellacott                            | Episodio: "Faithful unto Death" (Novel: "Faithful unto Death)") |
| 1999      | The Ruth Rendell Mysteries             | Stanley Clayton                            | Episodio: "The Fallen Curtain"                                  |
| 1995–2000 | The Bill                               | Laurie Coleman, Mick Davies                | 2 episodios                                                     |
| 2000      | Dalziel and Pascoe                     | Jack Turton                                | Episodio: "A Sweeter Lazarus"                                   |
| 2000      | Heartbeat                              | Matty Lovell                               | Episodio: "War Stories"                                         |
| 2001      | Where the Heart Is                     | Peter Lampard                              | Episodio: "Pound of Flesh"                                      |
| 2001      | Hearts and Bones                       | Mr. Rose                                   | 2 episodios                                                     |
| 2001      | Big Bad World                          | Ernest                                     | 3 episodios                                                     |
| 2004      | The Last Detective                     | Jervis Beauchamp                           | Episodio: "Benefit to Mankind"                                  |
| 2004      | Powers                                 | Mike Knowles                               | Episodio: "The Future Is Yours"                                 |
| 2002–2007 | Doctors                                | Eric Barbar Jim Young                      | 2 episodios                                                     |
| 2004–2009 | Holby City                             | Bill Gibbs Mr Frisby                       | 2 episodios                                                     |